# Baltic Bees

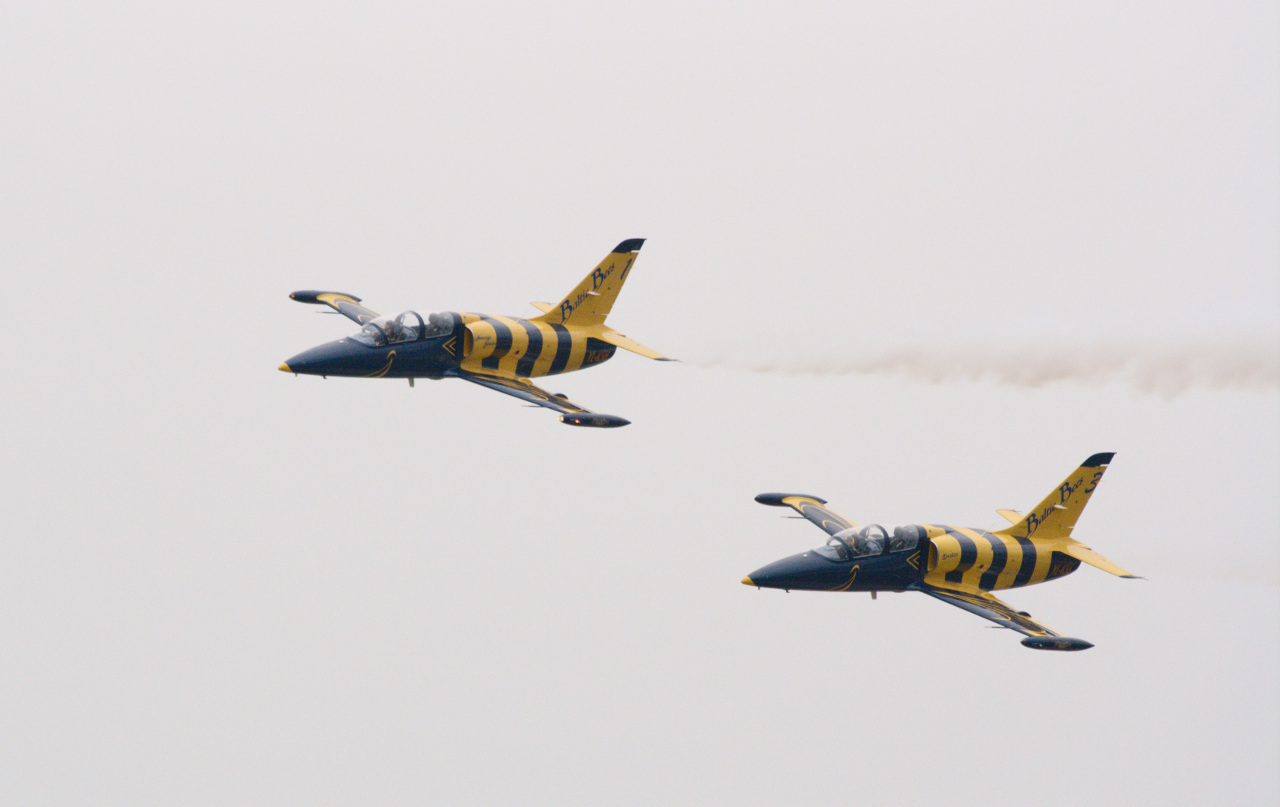
Gli Aero L-39C Albatros delle Baltic Bees al MAKS 2009 airshow

Il Baltic Bees Jet Team è una pattuglia acrobatica civile basata all'aeroporto di Jūrmala (Codice ICAO EVJA) nel distretto di Tukums in Lettonia, dotata di sei Aero L-39C Albatros.

## Storia
La pattuglia è stata fondata nel 2008 da una società aerea privata. La prima esibizione è avvenuta il 26 luglio 2009 con quattro velivoli e il 1º agosto dello stesso anno la prima partecipazione ad una manifestazione con pubblico al Tukums Air Show.
I sei velivoli in uso attualmente sono dipinti con colori azzurri e gialli che rappresentano un'ape, insetto portafortuna nei Paesi Baltici, ed a cui fa riferimento il nome (tradotto dall'inglese "Le api del Baltico").